# Шолта, Бено
Бе́но Шо́лта, немецкий вариант — Бенно Шольце (в.-луж. Beno Šołta, нем.  Benno Scholze, 16 октября 1891 года, Радибор, Лужица, Германия — 14 августа 1968 года, Дрезден, ГДР) — католический священник, переводчик, писатель и общественный деятель. 

## Биография
Родился 16 октября 1891 года в семье преподавателя гимназии в Радворе. Окончил среднюю серболужицкую школу, после чего с 1907 года по 1915 год обучался в Лужицкой семинарии в Праге, где также с 1912 года обучался в Малостранской гимназии. В 1915 году вступил в серболужицкую культурно-просветительскую организацию «Матица сербская». В 1916 году был рукоположён в священника, после чего служил в католическом приходе в Лейпциге. В 1920 года продолжил своё обучение в Лейпцигском университете в классе профессора Матея Мурки. Вместе с Юрием Гауштыном Шветликом занимался переводом Библии на верхнелужицкий язык. 
В 1926 году был назначен настоятелем в Маркранштадте, где служил до 1938 года. С 1938 года по 1941 год был настоятелем в Пирне. Помогал польским рабочим, за что был арестован в 1941 году по так называемому «настоятельскому делу» и отправлен в концентрационный лагерь Дахау, где пробыл до конца Второй мировой войны. В 1945 году возвратился в Пирну, где служил настоятелем до выхода на пенсию в 75-летнем возрасте. В 1945 году вместе с Яном Цыж-Гайничанским участвовал в организации Лужицкосербского национального комитета. 
В 1972 году был удостоен посмертно премии имени Якуба Чишинского. 

## Сочинения
- Statok bjez hospodarja, 1963;
- Serbski ludowy ansambl/ Staatliches Ensemble für sorbische Volkskultur, 28 + 4 s., Staatliches Ensemble für sorbische Volkskultur, Budyšin;
- Kopa směcha anekdoty ze serbskeho žiwjenja.